# はらまさかず
はら まさかず（原 正和、1972年 - ）は、日本の児童文学作家。日本児童文学者協会理事。

## 略歴
1972年愛知県一宮市生まれ。 愛知県立一宮高等学校 、東京都立大学経済学部卒業後、編集者を経て児童文学作家に。高校生の時、安房直子に影響を受け、幼年童話を書き始める。2020年、コロナ禍をきっかけに、児童文学作家の木村研と著作権フリーのお話のサイト「よむよんで」をはじめる。2022年、『うさぎとハリネズミ　きょうもいいひ』（ひだまり舎）で第55回日本児童文学者協会新人賞を受賞。2023年4月より日本児童文学者協会の事務局に勤務、24年４月より同事務局長。
児童文学のほか、全国信用金庫協会の広報誌「楽しいわが家」でエッセイを連載中。

## 童話
- 『お父さんとお話のなかへ 父と子のお話12か月』（原正和名義で絵、本の泉社） 2015
- 『うさぎとハリネズミ きょうもいいひ』（石川えりこ絵、ひだまり舎）　2021
- 『うさぎとハリネズミ きっとあえる』（石川えりこ絵、ひだまり舎） 2022

## 絵本
- 『ゆめのふね』（黒井健絵、チャイルド本社、月刊絵本） 2017
- 『くじらのぷうぷう』（山本久美子絵、イマジネイション・プラス） 2023
- 『ぷうぷうとごみくじら』（山本久美子絵、イマジネイション・プラス） 2024
- 『ひらめき! はつめいものがたり (6) インスタントラーメン』（福田岩緒絵、チャイルド本社） 2024
- 『ひらめき！はつめいものがたり（12）　エジソンのはつめい』（相野谷由起絵、チャイルド本社） 2025

## 海外版
- 『ゆめのふね』（岳远坤訳、中国 四川文艺出版社） 2018
- 『ゆめのふね』（思謐嘉訳、台湾 大好書屋） 2019

2019年 <好書大家讀>第77梯次圖畫書及幼兒讀物組「好書推薦」（子どもの本部門の推薦図書）に選出
- 『うさぎとハリネズミ きょうもいいひ』（申明浩訳、韓国 여유당） 2022

2023年 朝読書 小学生 推薦書に選定
- 『うさぎとハリネズミ きょうもいいひ』（Yumi Hoshino, Pato Mena訳、スペイン Pastel de Luna） 2023